# Edirne (província)
Edirne ou Edirna (em português) é uma província (em turco: iller) do oeste da Turquia, situada na Trácia Oriental (parte europeia do país) e na região (bölge) de Mármara (em turco: Marmara Bölgesi), com capital na cidade homónima. Tem 6 145 km² de área e em dezembro de 2021 tinha 412 115 habitantes (densidade: 67,1 hab./km²). Faz fronteira com a Grécia e com a Bulgária.